# Palas de Rei
Palas de Rey là một đô thị ở tỉnh Lugo ở Galicia (Tây Ban Nha). Đô thị này thuộc comarca Ulloa.
Theo điều tra dân số năm 2008 của Viện thống kê quốc gia Tây Ban Nha, đô thị này có dân số 3.682 người.

## Parroquia
| - Albá (Santiago) - Ambreixo (San Vicenzo) - Augas Santas (San Xurxo) - Berbetouros (San Miguel) - Cabana (Santiago) - O Carballal (San Sebastián) - Carteire (Santa María) - Coence (San Mamede) - Covelo (San Xoán) - Cuíña (Santa María) - Curbián (San Martiño) - Felpós (San Tomé) - Ferreira de Negral (San Martiño) - Filgueira (San Tomé) - Fontecuberta (Santa Mariña) - Laia (San Xoán) - Lestedo (Santiago) - Maceda (San Miguel) - Marzá (Santa María) - O Mato (San Xoán) - Meixide (San Pedro) - Merlán (San Salvador) | - Moredo (San Fiz) - Mosteiro de Devesa (Santiago) - Orosa (Santo André) - Palas de Rei (San Tirso) - Pambre (San Pedro) - Pidre (Santa María) - A Puxeda (Santa María) - Quindimil (San Miguel) - Ramil (San Martiño) - Remonde (San Miguel) - Ribeira (San Salvador) - Salaia (San Pedro) - San Breixo (Santa María) - San Cibrao da Repostería (San Cibrao) - San Mamede do Carballal (San Mamede) - San Miguel de Coence (San Miguel) - San Xiao do Camiño (San Xiao) - San Xusto da Repostería (San Xusto) - Ulloa (San Vicente) - Vilar de Donas (San Salvador) - Vilareda (San Pedro) |